# Eduard Gans
Pour les articles homonymes, voir Gans (homonymie).
Eduard Gans ou Edouard Gans (né le 22 mars 1798 à Berlin; mort le 5 mai 1839 à Berlin) est un juriste, philosophe et historien prussien de confession juive, l'un des principaux disciples de Georg Hegel et professeur de Karl Marx. Il est représentant d'une conception libérale et européenne de la politique.

## Biographie
Eduard Gans est le fils du banquier Abraham Isaak Gans et de Zippora Marcus. Son père appartient lui-même à la société juive libérale et assimilée berlinoise et il est conseiller financier du chancelier prussien Karl August von Hardenberg. 
Gans a étudié le droit, la philosophie et l'histoire à l'université de Berlin à partir de 1816, puis à l'université de Göttingen avant de soutenir sa thèse à l'université de Heidelberg sur le droit romain en 1819. Il est à Heidelberg élève de Anton Friedrich Justus Thibaut et Hegel, dont il reprend les thèses. Il s'intéresse particulièrement à la théorie hégélienne de la propriété. 
Il fonde avec d'autres amis comme Leopold Zunz et Moses Moser (de), le Cercle pour la culture et la science des Juifs (Verein für Cultur und Wissenschaft der Juden) en vue d'élaborer une « science du judaïsme ». Gans en devient le président entre 1821 et 1824.
Sur la recommandation de Hegel, Gans devient privatdozent à l'université de Berlin en 1820. Malgré un édit sur l'émancipation des juifs de 1812, les Juifs étaient exclus des carrières de fonctionnaires. En 1825, Gans se convertit au christianisme pour obtenir une chaire de professeur.
En 1826, il fonde avec Hegel un journal critique de littérature scientifique : les Jahrbücher für wissenschaftliche Kritik. Après la mort de Hegel, il participe à l'édition de ses œuvres : il édite les Principes de la philosophie du droit en 1833 et les cours sur la philosophie de l'histoire en 1837.
En 1825, en 1830, puis en 1835, Gans visite Paris et entre en relation avec les principaux représentants de la culture et de la critique (par exemple Victor Cousin). Il fréquente en particulier les saint-simoniens.
Gans est un professeur très admiré et ses cours sont très appréciés à Berlin. En 1836, Karl Marx est l'un de ses auditeurs, mais il n'est pas attesté que Marx ait fait le projet d'un travail de doctorat avec Gans.  
Gans est également un auteur populaire et un journaliste reconnu ami de Heinrich Heine. Il est également lié d'amitié avec son collègue Heinrich Gustav Hotho et son élève Felix Mendelssohn.
Il meurt à l'âge de quarante et un ans à Berlin.

## Idées
En tant qu'historien, Gans considère la Révolution française comme le moment déterminant de l'histoire européenne et salue la Révolution de 1830 comme un développement nécessaire dans le sens du libéralisme politique. Il n'est pourtant pas républicain : il refuse aussi bien la dialectique des jeunes Hégéliens que les théories de la restauration. Il est partisan d'une monarchie constitutionnelle. Il développe l'idée d'une Europe unie. Il n'est pas nationaliste et demeure étranger à l'enthousiasme de son époque pour le Moyen Âge romantique.

## Œuvres

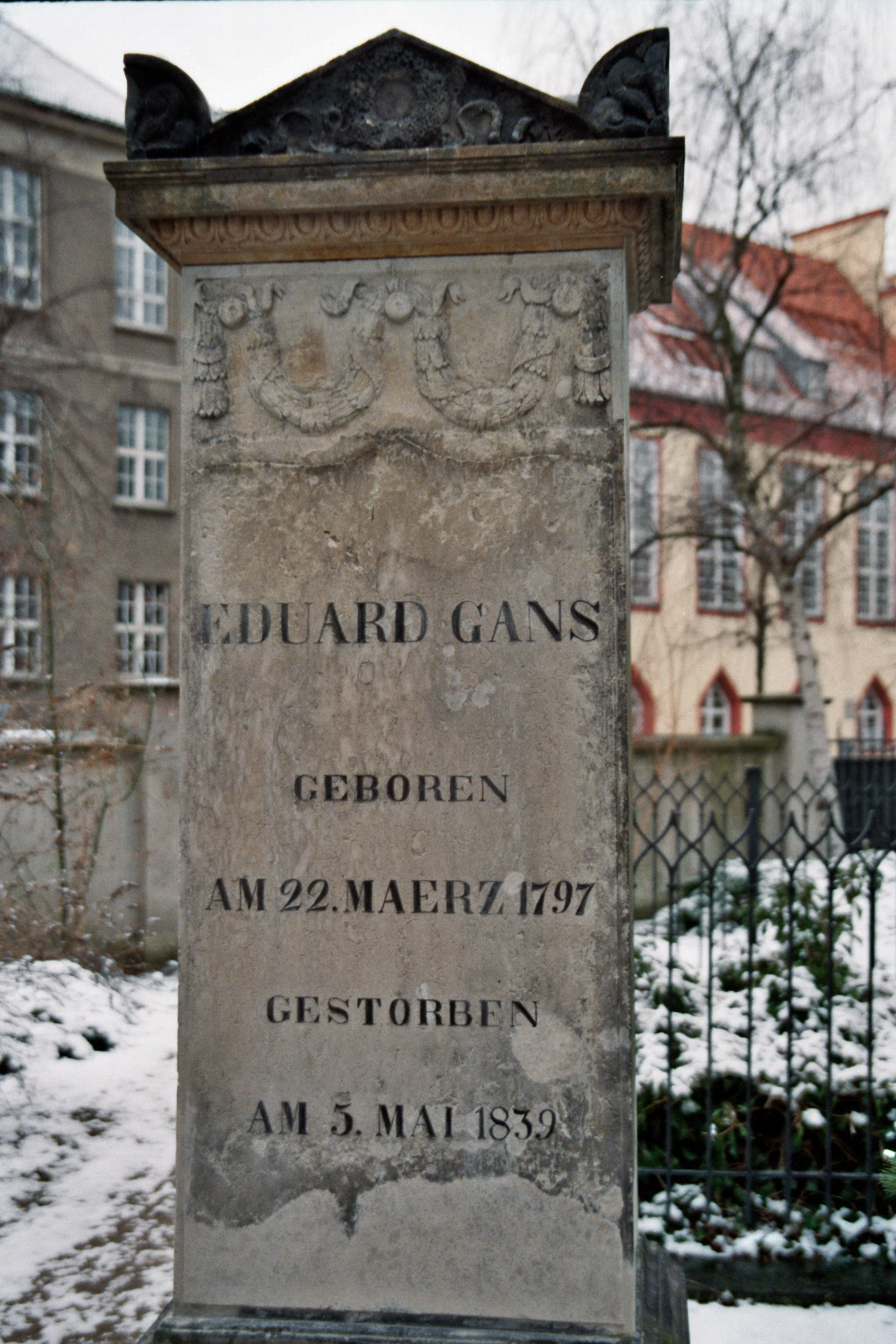
Tombe d'Eduard Gans au cimetière de Dorotheenstadt de Berlin

- Das Erbrecht in weltgeschichtlicher Entwicklung, 
  - Band 1-2 (1824-1825)
  - Band 3-4 (1829-1835)
- System des römischen Civilrechts, Keip, Goldbach 1999  (ISBN 3-8051-0699-8) <Reprint de l'édition de 1827>
- Vorlesungen über die Geschichte der letzten fünfzig Jahre (1833-1834)
- Rückblicke auf Personen und Zustände, Frommann-Holzberg, Bad Cannstatt 1995,  (ISBN 3-7728-1481-6) <Repr. d. Ausg. 1836>
- Über die Grundlage des Besitzes (1839)
- Naturrecht und Universalrechtsgeschichte, Klett-Cotta, Stuttgart 1981,  (ISBN 3-12-913520-0) <Rep. d. Ausg. 1840>
- Philosophische Schriften, Auvermann, Glashütten/Taunus 1971
- Chroniques françaises. Un hégélien juif à Paris (1825, 1830, 1835), trad. Norbert Waszek et Myriam Bienenstock, Cerf, 1993.

## Études
- Norbert Waszek: War Eduard Gans (1797-1839) der erste Links- oder Junghegelianer? - In: Die linken Hegelianer. Studien zum Verhältnis von Religion und Politik im Vormärz. Ed. par Michael Quante et Amir Mohseni. Paderborn, Fink, 2015, p. 29-51.  (ISBN 978-3-7705-5495-9).
- Norbert Waszek: Eduard Gans on Poverty and on the Constitutional Debate. - In: The New Hegelians.Politics and Philosophy in the Hegelian School. Hrsg. von Douglas Moggach. Cambridge, Cambridge University Press, 2006.  (ISBN 0-521-85497-0), S. 24-49.
- Reinhard Blänkner (de): Eduard Gans (1797-1839). Politischer Professor zwischen Restauration und Vormärz, Leipziger Univ.-Verlag, Leipzig 2002,  (ISBN 3-934565-33-6)
- Johann Braun: Judentum, Jurisprudenz und Philosophie. Bilder aus dem Leben des Juristen Eduard Gans (1797-1839), Nomos-Verlag, Baden-Baden 1997,  (ISBN 3-7890-4818-6)
- Michael H. Hoffheimer: Eduard Gans and the Hegelian philosophy of law, Kluwer, Dordrecht, 1995,  (ISBN 0-7923-3270-9)
- Norbert Waszek (dir.): Eduard Gans (1797-1839). Hegelianer-Jude-Europäer. Texte und Dokumente, Lang, Frankfurt/M. 1991  (ISBN 3-631-43883-4)
- Norbert Waszek: "L'émergence d'une théorie de l'opposition dans l'école hégélienne". – In: Revue française d’histoire des idées politiques. 25.1 (2007), S. 89-107.  (ISBN 978-2-7084-0797-8).
- Angela von Gans, Monika Groening: Die Familie Gans 1350-1963, Verlag Regionalkultur, Heidelberg 2006,  (ISBN 978-3-89735-486-9)
- (de) Hermann Lübbe (de), « Gans, Eduard », dans Neue Deutsche Biographie (NDB), vol. 6, Berlin, Duncker & Humblot, 1964, p. 63 (original numérisé).
- (de) Emil Julius Hugo Steffenhagen, « Gans, Eduard », dans Allgemeine Deutsche Biographie (ADB), vol. 8, Leipzig, Duncker & Humblot, 1878, p. 361-362